# Федеріко Бурдіссо
Федеріко Бурдіссо (італ. Federico Burdisso, 20 вересня 2001) — італійський плавець.
Призер Чемпіонату Європи з водних видів спорту 2020 року.